# Радио Фреш
Радио Fresh! (Радио Фреш) е музикално радио в България.
Историята на радиото започва в град Плевен, където от 7 май 1995 г., на честота 89,90 MHz звучи регионалната програма Радио „Плевен+“. През 1999 г. вече като „Радио Плюс“ и с програма, насочена към младите от 20 до 40 г., започва да изгражда радиомрежа в цялата страна. 6 май 2002 г. е датата, на която стартира новото музикално младежко радио „Fresh!“. 24-часовата програма на радио „Fresh!“ звучи в най-големите градове на страната и прилежащите региони.
В средата на април 2016 г., Радио Fresh! прехвърля програмните и далекосъобщителни лицензии за Плевен и Кюстендил на Bulgaria on Air. В края на април 2017 г. радиото стартира излъчване в Ябланица на мястото на Радио NJOY. През май 2017, радиото стартира излъчване и в още градове на мястото на Енджой. Собственик на радиото е Оберон Радио Макс. Музикален директор на радиото е Спас Шурулинков. На 1 март 2019 г. Радио Фреш започва излъчване в Самоков.

## Предавания
- Шоуто на Блодинките – от 7 до 10 часа
- Шоуто на Тео – от 10 до 14 часа
- Абсолютно Fresh с Рая – от 14 до 18 часа, водещ – Рая Белева
- Power Request с Надя – от 18 до 21 часа

## Честоти
{{Колони|4|
- Варна – 100,3 MHz
- Бяла – 95,2 MHz
- Левски – 92,7 MHz
- Велико Търново – 104,8 MHz
- Бургас – 94,1 MHz
- Трявна – 91.5 MHz
- София – 100,3 MHz
- Стара Загора – 104,6 MHz
- Русе – 93,6 MHz
- Шумен – 91,9 MHz
- Добрич – 100,5 MHz
- Кърджали – 90,5 MHz
- Тетевен – 105.8 MHz
- Пловдив – 103,3 MHz
- Сливен – 105,7 MHz
- Велинград – 99,0 MHz
- Карлово – 107,8 MHz
- Самоков – 90.5 MHz
- Несебър / Слънчев бряг – 87.6 MHz